# Antoine Deparcieux
Antoine Deparcieux (francès: Antoine De Parcieux)  (Pèiramala, 28 d'octubre de 1703 - París, 2 de setembre de 1768) fou un matemàtic francès del segle xviii conegut pel seu treball sobre el que avui denominaríem esperança de vida.

## Vida
Antoine Deparcieux va néixer al Mas de Clotet, unes quantes cases al llogaret de Cessous, molt a prop de Pòrtas (Gard), parròquia de Pèiramala. El seu pare era un pagès, no gens ric, que explotava el molí de Clotet. Abans de complir els deu anys mor el seu pare i el seu germà Pierre (27 anys més gran) es fa càrrec de la família i el molí.
Va anar a l'escola de Sent Florenç d'Ausona i de Pòrtas, o potser només a la segona, on va aprendre a llegir i escriure. En alguna data entre 1723 i 1725, va abandonar el seu poble per anar a estudiar a l'escola jesuïta de Lió, tot i que no en queden evidències.
A partir de 1730 el trobem a París on, d'alguna forma que desconeixem, aconsegueix el patronatge de Benet de Montcarville, professor de matemàtiques del Collège de France, qui l'ensenya i li proporciona feina per sobreviure: classes, construcció de rellotges de sol, d'altra maquinària industrial i científica, etc.
L'any 1746, va ser escollit membre de l'Acadèmie Royale des Sciences.
No es va casar mai i sempre va portar una vida molt austera. El 1761, en morir el seu germà Pierre, pren el compromís de donar una bona educació als seus besnebots, Antoine, Jean i Jean-Pierre, i els porta a París i els paga els seus estudis al Col·legi de Navarra.

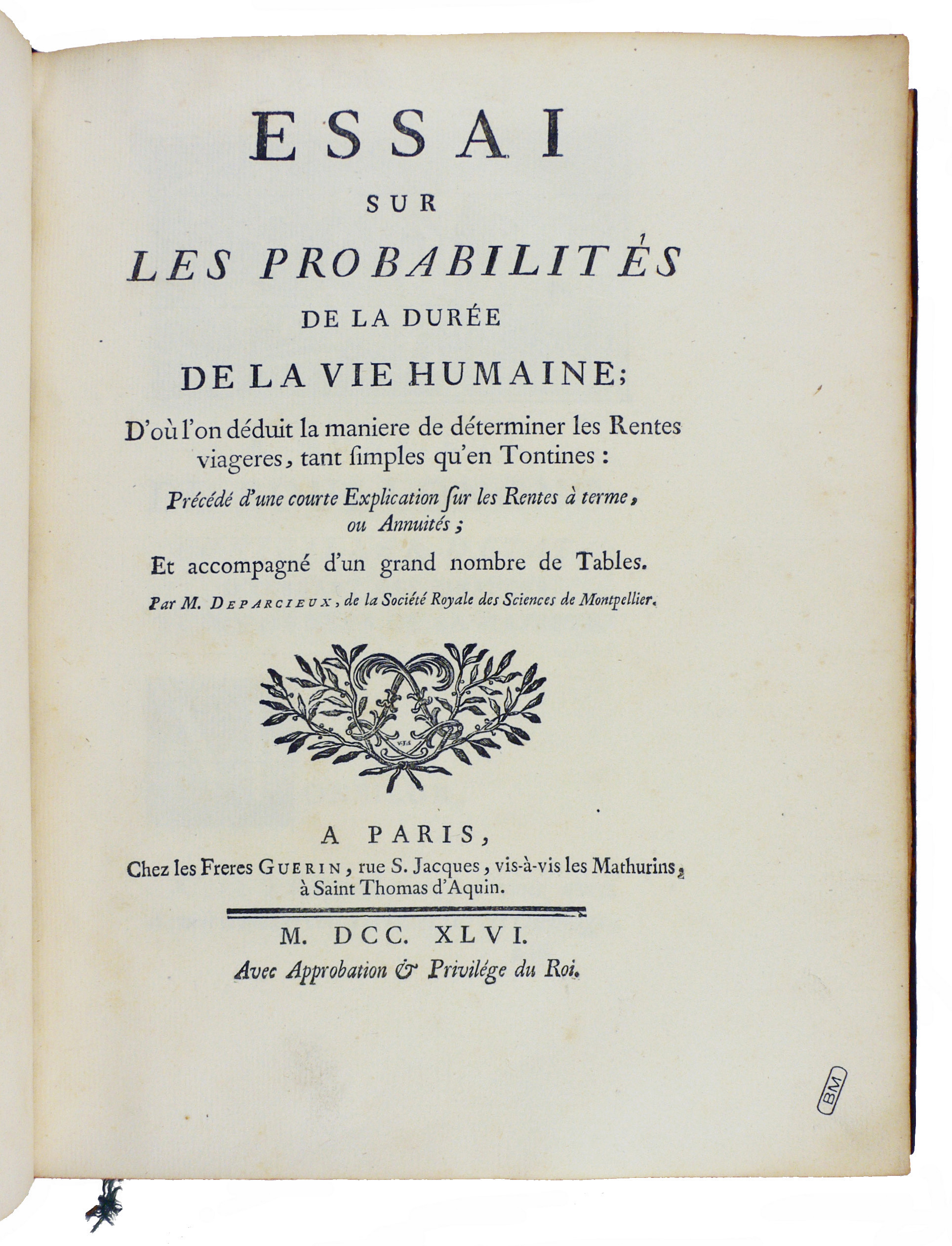
Essai sur les probabilités de la durée de la vie humaine, 1746.

## Obra
L'any 1741 va publicar el seu primer llibre: Traité de Trigonométrie rectiligne et sphérique, que és, bàsicament, unes taules de funcions trigonomètriques i de logaritmes d'una extraordinària precisió, al que s'hi ajunta un Traité de Gnomonique, fruit dels seus treballs en els quadrants solars.
En vista de lo acurat dels seus càlculs, el conseller d'Estat i Superintendent de Finances de França, senyor de Boullongne, li encarrega la redacció d'una taula de mortalitat per a fer-la servir en els càlculs de rendes vitalícies, tontines, anualitats, assegurances, etc. Fruit d'aquest encàrrec serà la seva principal obra, publicada el 1746: Essai sur les probabilités de la durée de la vie humaine, la primera obra de ciència actuarial en francès. Les seves taules de mortalitat van ser utilitzades per banquers i asseguradors fins al segle xix, convertint-lo en un dels primers texts en els que es parla d'esperança de vida (sense donar-li aquest nom, que és més modern) i en el que es conserven antics registres de naixements i defuncions de la ciutat de París, que van ser destruïts el 1871 durant la guerra francoprussiana.
Un altre focus d'atenció de Deparcieux va ser la hidràulica, des de 1735 fins a 1768 va publicar diverses memòries a l'Acadèmie Royal des Sciences sobre aquesta qüestió, les quals abastaven des de la construcció de màquines d'elevació d'aigua fins a problemes teòrics. El 1762 va presentar un projecte per a portar l'aigua del riu Ivette a París, projecte que es va dur a terme molts anys més tard.